# Théo Pellenard
Théo Pellenard (Lille, 4 maart 1994) is een Frans voetballer die bij voorkeur als verdediger speelt. Hij komt uit in de Ligue 2 voor Stade Lavallois.

## Clubcarrière
Pellenard speelde in de jeugdopleidingen van US Pradetane, Hyères FC en UA Valettoise waarna hij in 2009 vertrok naar Girondins Bordeaux. Hij maakte 12 december 2013 zijn debuut in de Europa Leaguewedstrijd tegen Maccabi Tel Aviv. Hij kwam een kwartier voor tijd het veld in. Drie dagen later speelde hij zijn eerste wedstrijd in de Ligue 1. Gedurende het seizoen 2015/2016 werd hij verhuurd aan Paris FC. Hij kwam tot 20 wedstrijden en 1 doelpunt alvorens hij in de zomer van 2016 terugkeerde naar Bordeaux. Hij begon in de eerste seizoenshelft vaak als linksachter in de basis maar halverwege het seizoen gaf trainer Jocelyn Gourvennec de voorkeur aan anderen. In januari 2019 verkaste hij naar Angers SCO. In juli 2020 moest hij de club verlaten. Nadien ging hij een niveau lager spelen, eerst bij Valenciennes FC en later bij AJ Auxerre. 
In 2022 promoveerde Pellenard met Auxerre via de play-offs naar de Ligue 1. Het seizoen erop, waarin de verdediger nauwelijks in actie kwam door een gescheurde knieband, degradeerde zijn ploeg gelijk weer terug. In het seizoen 2023/24 was Pellenard weer een vaste waarde in de verdediging, werd het kampioenschap in de Ligue 2 gehaald en keerde hij zodoende weer terug op het hoogste niveau van Frankrijk.
Op 16 januari 2025 maakte Stade Lavallois uit de Ligue 2 officieel de komst van Pellenard bekend. De verdediger tekende een verbintenis tot medio 2027.

## Interlandcarrière
Pellenard speelde twee interlands voor Frankrijk onder 20, op het Toulon Espoirs-toernooi in 2014. In de finale werd met 5-2 verloren van de leeftijdsgenoten van Brazilië.